# Charavines
Charavines és un municipi francès situat al departament de la Isèra i a la regió d'Alvèrnia-Roine-Alps. L'any 2007 tenia 1.701 habitants.

## Demografia

### Població
El 2007 la població de fet de Charavines era de 1.701 persones. Hi havia 640 famílies de les quals 148 eren unipersonals (84 homes vivint sols i 64 dones vivint soles), 192 parelles sense fills, 244 parelles amb fills i 56 famílies monoparentals amb fills.
La població ha evolucionat segons el següent gràfic:
Habitants censats

### Habitatges
El 2007 hi havia 828 habitatges, 657 eren l'habitatge principal de la família, 120 eren segones residències i 51 estaven desocupats. 642 eren cases i 184 eren apartaments. Dels 657 habitatges principals, 466 estaven ocupats pels seus propietaris, 170 estaven llogats i ocupats pels llogaters i 21 estaven cedits a títol gratuït; 6 tenien una cambra, 32 en tenien dues, 97 en tenien tres, 188 en tenien quatre i 334 en tenien cinc o més. 489 habitatges disposaven pel capbaix d'una plaça de pàrquing. A 271 habitatges hi havia un automòbil i a 324 n'hi havia dos o més.

### Piràmide de població
La piràmide de població per edats i sexe el 2009 era:
| Homes | Edats   | Dones |
| ----- | ------- | ----- |
| 0     | 95 o +  | 0     |
| 0     | 90 a 94 | 0     |
| 4     | 85 a 89 | 4     |
| 16    | 80 a 84 | 20    |
| 16    | 75 a 79 | 16    |
| 44    | 70 a 74 | 36    |
| 16    | 65 a 69 | 44    |
| 20    | 60 a 64 | 36    |
| 44    | 55 a 59 | 24    |
| 28    | 50 a 54 | 52    |
| 84    | 45 a 49 | 48    |
| 68    | 40 a 44 | 76    |
| 76    | 35 a 39 | 52    |
| 44    | 30 a 34 | 28    |
| 36    | 25 a 29 | 44    |
| 40    | 20 a 24 | 36    |
| 76    | 15 a 19 | 40    |
| 56    | 10 a 14 | 40    |
| 72    | 5 a 9   | 68    |
| 40    | 0 a 4   | 32    |

## Economia
El 2007 la població en edat de treballar era de 1.116 persones, 853 eren actives i 263 eren inactives. De les 853 persones actives 785 estaven ocupades (432 homes i 353 dones) i 68 estaven aturades (24 homes i 44 dones). De les 263 persones inactives 75 estaven jubilades, 91 estaven estudiant i 97 estaven classificades com a «altres inactius».

### Ingressos
El 2009 a Charavines hi havia 696 unitats fiscals que integraven 1.759 persones, la mediana anual d'ingressos fiscals per persona era de 19.164 €.

### Activitats econòmiques
Dels 117 establiments que hi havia el 2007, 2 eren d'empreses alimentàries, 1 d'una empresa de fabricació de material elèctric, 5 d'empreses de fabricació d'altres productes industrials, 21 d'empreses de construcció, 18 d'empreses de comerç i reparació d'automòbils, 3 d'empreses de transport, 19 d'empreses d'hostatgeria i restauració, 5 d'empreses financeres, 3 d'empreses immobiliàries, 13 d'empreses de serveis, 20 d'entitats de l'administració pública i 7 d'empreses classificades com a «altres activitats de serveis».
Dels 40 establiments de servei als particulars que hi havia el 2009, 1 era una oficina de correu, 1 una oficina bancària, 2 tallers de reparació d'automòbils i de material agrícola, 5 paletes, 3 guixaires pintors, 5 fusteries, 2 lampisteries, 3 electricistes, 1 empresa de construcció, 5 perruqueries, 1 veterinari, 10 restaurants i 1 agència immobiliària.
Dels 6 establiments comercials que hi havia el 2009, 2 eren botigues de més de 120 m², 2 fleques, 1 una carnisseria i 1 una floristeria.
L'any 2000 a Charavines hi havia 9 explotacions agrícoles.

## Equipaments sanitaris i escolars
L'únic equipament sanitari que hi havia el 2009 era una farmàcia.
El 2009 hi havia 1 escola maternal i 2 escoles elementals.

## Poblacions més properes
El següent diagrama mostra les poblacions més properes.